# بين كاسل
بين كاسل (بالإنجليزية: Ben Castle)‏ هو عازف ساكسفون بريطاني، ولد في 1973.

## وصلات خارجية
- بين كاسل على موقع ميوزك برينز (الإنجليزية)
- بين كاسل على موقع ديسكوغز (الإنجليزية)